# Paulo Gomes Barbosa
Paulo Gomes Barbosa (Jequitinhonha, 5 de dezembro de 1937 — Santos, 19 de março de 2011) foi um político e comerciante brasileiro. Foi interventor da cidade de Santos entre 1980 a 1984, nomeado pelo regime militar, além de vereador e presidente da câmara municipal de Santos em múltiplos mandatos.

## Origem
Nascido em 5 de dezembro de 1937, na cidade de Jequitinhonha, em Minas Gerais, mudou-se para Santos aos dois anos, passando a residir no Morro do Pacheco, onde ficou durante a sua infância e adolescência.
Paulo Barbosa iniciou sua carreira cedo, aos nove anos de idade, quando ficou órfão de pai. Entre as carreiras que desenvolveu nesta fase de sua vida encontram-se as de engraxate, vendedor ambulante, lavador de carros.
Posteriormente, na sua adolescência, tornou-se office-boy e ajudante de limpeza na empresa G. Lunardelli S/A Exportadora e Comércio de Café, na qual conseguiu iniciar uma carreira de sucesso no ramo cafeeiro.
É nessa fase de sua vida que Barbosa um dos mais importantes corretores de café do mundo, tornando-se conhecido por ser o primeiro brasileiro a exportar café para os países do bloco socialista e para a União Soviética. Aos 37 anos, chegou à presidência da Bolsa Oficial do Café, dirigindo as atividades da casa entre 1974 e 1977.

### Família
Paulo Barbosa casou-se em 19 de setembro de 1961 com Maria Ignez Pereira Barbosa, com a qual teve cinco filhos, entre eles Paulo Alexandre Barbosa, atual prefeito do município.

## Carreira Política

### Interventor
Devido ao seu sucesso profissional e suas habilidades na economia, Paulo Gomes Barbosa foi nomeado interventor de Santos em 1979, na época não existia eleição direta por intermédio do voto.
 

Ele governou a cidade entre 1980 e 1984 e, durante seu governo, Santos foi eleita por duas vezes a cidade mais desenvolvida do Brasil . Em seu mandato, período em que o Brasil já passava pelo processo de reabertura política, Paulo Barbosa lutou pelo restabelecimento da autonomia da cidade.
Naquele tempo, todas as cidades que tinham importância econômica e localização estratégica eram designadas como "área de segurança nacional". Por isso, a Ditadura impunha interventores. Paulo Gomes Barbosa foi um deles, nomeado em 1979, por Paulo Maluf, então governador de São Paulo, também pelas mãos da Ditadura Civil-Militar.
Barbosa se destacou na Prefeitura pela construção de 14.423 unidades habitacionais por meio da Cohab Santista, entre elas o Conjunto Humaitá e o Conjunto Dale Coutinho.
Outras obras realizadas durante a sua gestão foram a expansão da avenida Martins Fontes e a revitalização da orla da praia, com destaque para a instalação da iluminação em toda a sua extensão, a construção do Espaço Concha Acústica, o Mercado de Peixes da Ponta da Praia e os chuveiros de praia.
Paulo Barbosa também executou durante a sua gestão uma série de melhoramentos nos morros santistas, reurbanizando-os e expandindo a malha de transporte público para os mesmos, além de iluminando e reformando as escadarias de acesso.
Além disso, implementou no município o Estatuto do Servidor Público, com valorização dos funcionários da Prefeitura.

### Vereador
Em 1997, Paulo Barbosa candidatou-se e elegeu-se vereador em Santos, sendo reeleito para mais dois mandatos.
Em seu último mandato, Barbosa foi escolhido por unanimidade para presidir a Câmara de Vereadores, sendo o primeiro vereador santista a ser eleito de forma unânime.

## Morte
Paulo Barbosa faleceu em São Paulo, no dia 19 de março de 2011, devido a complicações resultantes de uma cirurgia cardíaca ao qual havia se submetido no Hospital Beneficência Portuguesa de São Paulo.
Seu velório foi realizado no Salão Nobre da Prefeitura de Santos, sendo sepultado no tradicional Memorial Necrópole de Santos.